# Emma Flood
Emma Sofia Flood, född  Gustafsson den 19 mars 1884 i Enkullen, Ludvika socken, död i USA, var en svensk agitator, skribent och rösträttskvinna. Hon var en av de tidiga kvinnliga agitatorerna i den svenska arbetarrörelsen. Hon organiserade både klubbar i den socialdemokratiska ungdomsrörelsen och kvinnoklubbar inom kvinnorörelsen.

## Biografi
Emma Flood var dotter till jordbruksarbetaren Per Gustav Andersson och Sofia Ersdotter. Hon föddes i Ludvika församling och växte upp i föräldrahemmet i Enkullen tillsammans med fem syskon. Hon utbildade sig till småskollärare och arbetade som sådan dels i Norrviken utanför Ludvika, dels i Snöå utanför Dala-Järna. Hon engagerade sig i socialdemokratiska ungdomsförbundet och som så många andra radikala ungdemokrater sökte hon sig till Brunnsviks folkhögskola, där hon antogs som frielev på vinterkursen 1910–1911. På skolan träffade hon sin blivande make, David Flood. De gifte sig 1912 och flyttade till ett torp i Likenäs, i Dalby socken i Värmland, och blev småbrukare. Där föddes sonen Ingemar 1914. De kallade sitt hem för Leketorp.
Emma Flood var under åren 1909–1917 en flitig skribent i Morgonbris, den socialdemokratiska kvinnorörelsens tidskrift. Hon rapporterade från sitt liv som agitator i rösträttsfrågan och skrev artiklar om barnuppfostran och undervisning. Hennes ingång är för tiden modern: hon förespråkar en jämlik uppfostran mellan föräldrar och barn, där barnets nyfikna frågor skall tas på allvar och där aga är förkastligt.
Hon publicerade även en längre artikelserie med titeln ”Leketorp. Utopi av Emma Flood”. Det är en rapport om småbrukarlivets alla förtjänster skriven i den engelske konstnären och utopisten William Morris anda. Texten är ett uttalat inlägg mot emigrationen. Hon argumenterar för att jorden i Sverige bättre borde kunna nyttjas av unga människor med friska armar och friskt mod. Dessa tankegångar är som direkt hämtade från Brunnsviks rektor Karl-Erik Forsslund, som betonade att en bildad ungdom hellre tar hand om sitt hem och sin familj, än flyr till okända platser. Detta politiska projekt försökte Emma Flood också praktisera tillsammans med sin familj.
Under samma period var Emma Flood aktiv i ungdomsförbundet. Hon deltog som ledamot på mandat från ungdomsförbundet på socialdemokraternas kongress 1911, och valdes in som enda kvinna i ungdomsförbundets centralkommitté 1912. Den politiska miljö som Emma Flood engagerade sig i var gruppen kring tidningen Stormklockan, vars redaktör Zeth Höglund stod för en vänsterinriktning i det socialdemokratiska ungdomsförbundet och inom socialdemokratin i stort. Spänningarna ledde till slut till partisplittring 1917, och Emma Flood följde med över till det nybildade Sveriges socialdemokratiska vänsterparti. Hon skrev för partiorganet Politiken, under redaktörerna Ture Nerman, Carl Lindhagen och Fredrik Ström. Men slitningarna i arbetarrörelsen under den här tiden gjorde att hon tappade lusten till att fortsätta arbetet.
Dessutom knakade äktenskapet med David Flood i fogarna. Han var oaktsam med ekonomin, bland annat var han skyldig Brunnsviks folkhögskola pengar för kursavgift och uppehälle. Han emigrerade till Amerika 1917 i hopp om att utbilda sig vidare och hitta arbete. Planen var att han skulle skicka hem pengar till hustruns resa över Atlanten när ekonomin tillät. USA drogs dock in i första världskriget, vilket ledde till att Emma Flood blev kvar i Sverige i två år. Det var svårt att sköta det politiska arbetet från Leketorp. Postgången fungerade bara hjälpligt under vintrarna, varför hon och sonen Ingemar flyttade till Stockholm i februari 1917. Emma Flood fortsatte sitt agitationsarbete, bland annat för Sveriges socialdemokratiska vänsterpartis räkning i Uppland, och arbetade med Politiken. Men 1919 emigrerade även hon och Ingemar till Amerika.
Om Emma Floods tid i Amerika är endast lite känt. Zeth Höglund blev en av de få länkar till den politiska rörelsen som hon behöll, och hon skrev till honom vid de tillfällen hon besökte Sverige. I de breven nämner hon att hon bott i Kansas och Texas. Hon skilde sig från David Flood och fick amerikanskt medborgarskap. Hennes sista kända adress är den hon uppgav 1948 när hon reste tillbaka till Amerika efter en sommarvistelse i Sverige: 25 Calhoun Str. Trenton, New Jersey.